# ورین قلیچ‌باغ
ورین قلیچ‌باغ (به لاتین: Verin Qlıçbağ) یک منطقهٔ مسکونی در جمهوری آرتساخ است که در استان آسکران واقع شده‌است.